# Blanzay
Blanzay é uma comuna francesa na região administrativa da Nova Aquitânia, no departamento de Vienne. Estende-se por uma área de 35,45 km². Em 2010 a comuna tinha 807 habitantes (densidade: 22,8 hab./km²).